# Cynopterus nusatenggara
Il Pipistrello dal muso corto della Sonda  (Cynopterus nusatenggara  Kitchener & Maharadatunkamsi, 1991) è un pipistrello appartenente alla famiglia degli Pteropodidi, diffuso in Indonesia.

## Descrizione

### Dimensioni
Pipistrello di medie dimensioni con lunghezza dell'avambraccio tra 54,7 e 64,8 mm.

### Aspetto
La pelliccia è corta. Il colore del dorso è bruno-olivastro, la testa è nerastra, mentre le parti ventrali sono grigie. Lungo l'attaccatura delle ali sul corpo e sopra l'avambraccio sono presenti dei peli bruno-dorati. Nei maschi è presente un collare di peli fulvo, più chiaro nelle femmine. Il muso è corto e largo, gli occhi sono grandi. Le orecchie sono grandi, rotonde ma prive di margini bianchi, differentemente dalle altre specie del genere. Le membrane alari marroni scure. La coda è corta, mentre l'uropatagio è ridotto ad una sottile membrana lungo la parte interna degli arti inferiori.

## Biologia

### Alimentazione
Si nutre di frutta e anche di nettare.

### Riproduzione
Sono state osservate femmine gravide a settembre ed ottobre, appena prima della stagione monsonica. Danno alla luce probabilmente un piccolo alla volta per più volte durante l'anno.

## Distribuzione e habitat
Questa specie è diffusa nelle Isole della Sonda.
Vive nelle foreste secondarie fino a 100 metri di altitudine.

## Tassonomia
Sono state riconosciute 3 sottospecie:
- C.n. nusatenggara: Bali, Lombok, Sumbawa, Moyo, Sangeang, Sumba, Komodo, Flores, Timor, Lembata, Adonara;
- C.n. sinagai (Kitchener & Maharadatunkamsi, 1996): Pantar, Alor;
- C.n. wetarensis (Kitchener & Maharadatunkamsi, 1996): Wetar, Babar.

## Conservazione
La IUCN Red List, considerato il vasto Areale, la popolazione numerosa e tollerante agli habitat degradati, classifica C.nusatenggara come specie a rischio minimo (Least Concern)).